# ダグラス・ハーリー
ダグラス・ジェラルド・ハーリー（英語: Douglas Gerald "Doug" Hurley、1966年10月21日 - ）は、アメリカ人エンジニア、元海兵隊パイロット、現役のNASA宇宙飛行士。STS-127（2009年7月）と、スペースシャトル計画最後の飛行となったSTS-135（2011年7月）の2度のスペースシャトル計画にパイロットとして搭乗した。彼はSTS-135以来初めてアメリカの地上から打ち上げられる有人宇宙飛行計画であるCrew Dragon Demo-2を指揮する予定である。また、F/A-18 E/Fスーパーホーネットで飛行した最初の海兵隊員でもある。仲間うちでは、コールサインの「チャンキー」で呼ばれることもあった。

## 経歴

### 幼児期と教育
ハーリーは、1966年10月21日にニューヨークのエンディコットで生まれた。1984年にニューヨーク州OwegoにあるOwego Free Academy を卒業。1988年にテュレーン大学を優秀な成績で卒業し、土木工学の理学士を取得した。また、テュレーンの海軍予備役将校訓練課程と海兵隊士官候補生学校の両方を優秀な成績で卒業している。

### 海兵隊のキャリア
ハーリーは、1988年にルイジアナ州ニューオーリンズのテュレーン大学の海軍予備役将校訓練課程からアメリカ海兵隊の少尉としての任務を受けた。卒業後、バージニア州のクアンティコ海兵隊基地にある海兵隊基礎訓練校 (TBS) 、後に歩兵士官コースに通った。フロリダ州にあるペンサコーラ海軍航空基地での航空教育を受けた後、1989年にテキサス州で飛行訓練を受け、アメリカ海軍パイロット訓練プログラムを優秀な成績で卒業、1991年8月に海軍飛行士に任命された。
その後、カリフォルニア州エルトロ海兵隊航空基地の VMFAT-101に赴任し、F/A-18 ホーネットの初期訓練を受けた。訓練終了後、VMFA(AW)-225に配属され、西太平洋に3回海外派遣された。VMFA(AW)-225在籍中に、カリフォルニア州モントレーの海軍大学院で、アメリカ海兵隊航空兵器・戦術教官コース、海兵師団戦術教官コース、航空安全士官コースを受講した。VMFA(AW)-225での4年半の間、彼は航空安全士官とパイロット訓練士官を務めた。
その後ハーリーは、メリーランド州パタクセント・リバー海軍航空基地にある海軍テストパイロット学校に選ばれ、1997年1月からコースを開始した。1997年12月に卒業後、F/A-18プロジェクトオフィサー兼テストパイロットとして第23試験評価飛行隊 (VX-23) に配属された。VX-23では、飛行特性、システムテストなど様々な飛行試験に参加し、海兵隊パイロットとして初めてF/A-18E/F スーパーホーネットを操縦した。宇宙飛行士プログラムに選ばれた際には作戦士官を務めていた。ハーリーは、25種類以上の航空機で5,500時間以上の飛行時間を記録している。

### NASAのキャリア

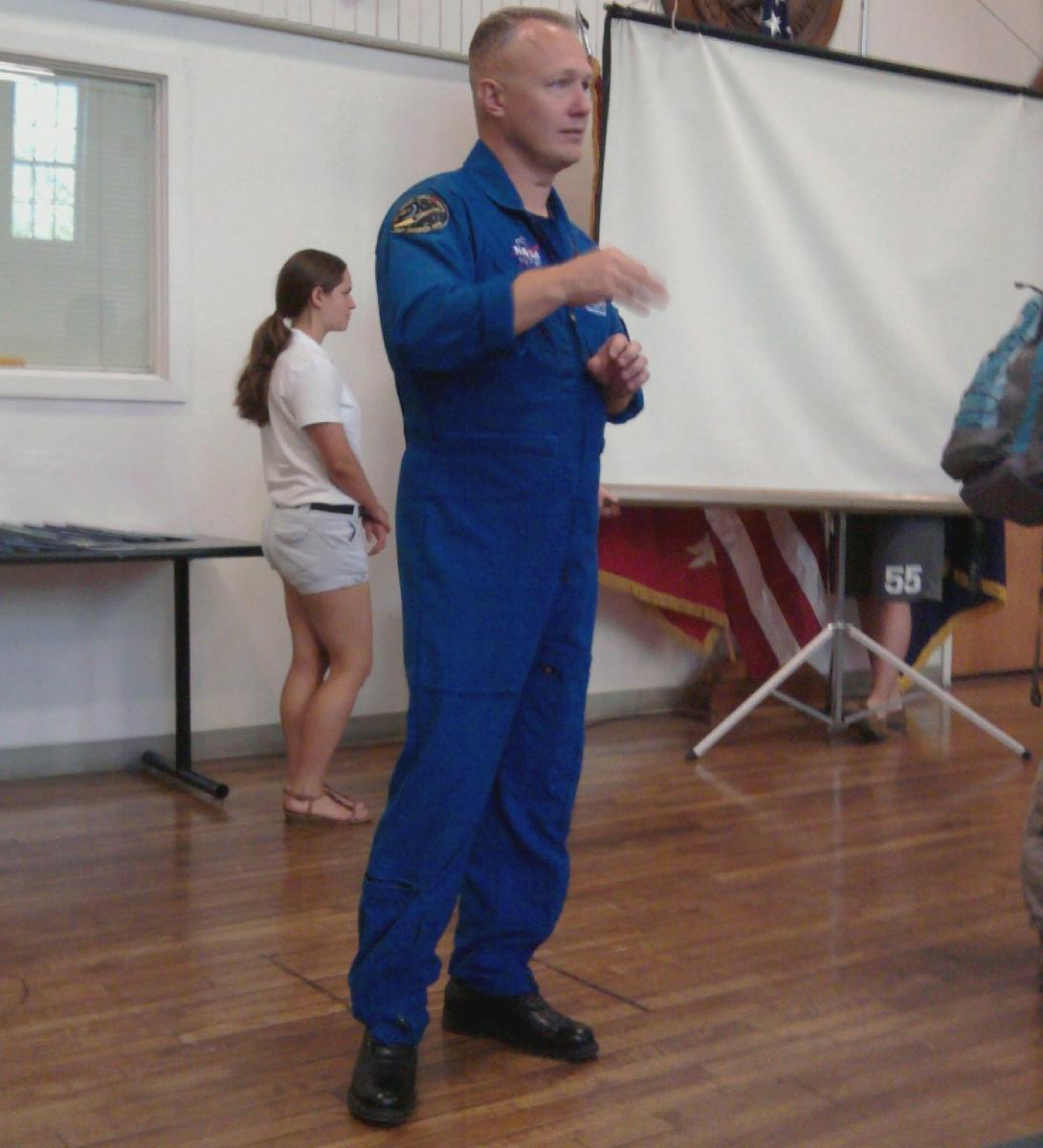
2010年10月にTulane大学で講演するハーリー

2000年7月にNASAのパイロットに選ばれたハーリーは、2000年8月に訓練に呼ばれた。2年間の訓練と評価を終えた後、Astronaut Office で技術的な任務に就き、スペースシャトルミッションSTS-107とSTS-121の主任宇宙飛行士支援要員を務めた。また、シャトルの着陸と転送を担当した他、ケネディ宇宙センターのコロンビア再組立チーム、Crew Exploration Vehicle (CEV) の選定を支援する探査部門でも働いた。
彼はまた、ロシアのスターシティにあるガガーリン宇宙飛行士訓練センターでNASAのオペレーションディレクターを務めた。2009年7月には、日本製の船外実験プラットフォーム (JEM-EF) と船外パレット (ELM-ES) を国際宇宙ステーション (ISS) に輸送するスペースシャトルミッションSTS-127およびISS組立ミッション 2J/A でパイロットを務めた。ミッション期間は15日16時間45分だった。
2011年7月、ハーリーはスペースシャトル「アトランティス」のミッションSTS-135で宇宙に帰還した。このミッションでは、多目的補給モジュール (MPLM) 「ラファエロ」と軽量多目的キャリア (LMC) を国際宇宙ステーションに送り届けるとともに、既存の宇宙船へのロボットによる燃料補給の可能性を調査するシステムの試験を行った。STS-135のミッション期間は12日18時間27分56秒だった。2つのミッションを合計すると、ハーリーは683時間以上宇宙に滞在している。
地球に戻ったからは、ジョンソン宇宙センターのフライト・クルー・オペレーションズ・ディレクター (FCOD) の新規プログラムアシスタントディレクターを務め、2014年8月にはフライト・オペレーションズとミッション・オペレーションズの合併に伴い、Commercial Crew Program 担当のアシスタントディレクターに就任した。
2015年7月、NASAはハーリーをCCDevの最初の宇宙飛行士の1人として発表した。その後、彼はボーイングやSpaceXと協力して、スニータ・ウィリアムズ、ロバート・ベンケン、エリック・ボーら他の選抜された宇宙飛行士とともに商用乗員宇宙船の訓練を開始した。2018年8月、ハーリーはSpaceX クルードラゴンの最初のテストフライトSpX-DM2に選抜された。クルードラゴンの飛行中中止テストの後、ハーリーは同フライトの船長となることが確認された。

## 名誉
ハーリーは、海軍攻撃機試験飛行隊の最優秀テストパイロット/エンジニアチームのためのスティーブン・A・ヘーゼルリグ記念賞を受賞している。その他、メリトリアスサービスメダルや、海軍と海兵隊それぞれの表彰メダル、その他様々な功労賞を受賞。2004年、2005年、2006年、2007年にはNASA優秀業績賞を受賞。

## 私生活
NASAの宇宙飛行士カレン・ナイバーグと結婚、一人の息子がいる。 